# De Punt (film)
De Punt is een Nederlandse telefilm uit 2009 van regisseur Hanro Smitsman.
Het verhaal draait om de tweede Molukse treinkaping, bij De Punt in 1977, die van 23 mei tot 11 juni duurde. De bedoeling van de kapers was om de aandacht te vestigen op hun streven naar een vrije volksrepubliek van de Molukken.
De film werd zondag 3 mei 2009 uitgezonden op Nederland 2.

## Rolverdeling
| Acteur                    | Personage                | Opmerkingen            |
| ------------------------- | ------------------------ | ---------------------- |
| Gerson Oratmangoen        | Koen 1977                |                        |
| Martin Schwab             | Koen heden               |                        |
| Terence Schreurs          | Noor                     | echt Hansina Uktolseja |
| Anis de Jong              | Tjak                     | vader Noor             |
| Sophie van Oers           | Yvonne 1977              |                        |
| Marie-Louise Stheins      | Yvonne heden             |                        |
| Joost Bolt                | Nico 1977                |                        |
| Bart Klever               | Nico heden               |                        |
| Kees Hulst                | Dries van Agt            |                        |
| Joshua Timisela           | Agus 1977                |                        |
| Rudy Tuhusula             | Agus heden               |                        |
| Ferdi Stofmeel            | Hans 1977                |                        |
| René van Zinnicq Bergmann | Hans heden               |                        |
| Delano Limaheluw          | Anis                     |                        |
| Ambonwhena Aratuaman      | Mozes                    |                        |
| Joenoes Polnaija          | Philip                   |                        |
| Stefan de Jong            | Simon                    |                        |
| Peter Drost               | Sergeant Bruinsma        |                        |
| Wim Bouwens               | Peter de Jong            |                        |
| Martijn Apituley          | Dokter Tan               |                        |
| Nel Lekatompessy          | Mevrouw Soumokil         |                        |
| Jaap Spijkers             | Joop den Uyl             |                        |
| René van Asten            | Stokreef                 |                        |
| Hans Trentelman           | Minister Van Der Stoel   |                        |
| Lex van Delden            | Minister De Gaay Fortman |                        |
| Frederik de Groot         | Minister Van Doorn       |                        |
| Han Kerckhoffs            | Mentor Yvonne            |                        |
| Roger Goudsmit            | Buang                    |                        |

## Trivia
Voor de opnamen van de film zijn, net als in de eerdere film Wijster, twee hondekop-treinstellen gebruikt, de scènes die zich in de trein afspelen zijn opgenomen in het tweedelige treinstel 386 (collectie Nederlands Spoorwegmuseum), voor de buitenopnames is het vierdelige treinstel 766 (eigendom Stichting Mat '54 Hondekop-vier) gebruikt. De buitenopnames zijn op nagenoeg dezelfde plaats waar de kaping destijds plaatsvond gemaakt.